# Robert Arter
Robert Arter, ameriški general, * 7. september 1929.